# Carillon Gelgaudiškis
Das Carillon Gelgaudiškis ist ein Carillon in der Stadt Gelgaudiškis der Rajongemeinde Šakiai, im Bezirk Marijampolė,  im südwestlichen Litauen. Es befindet sich im Wasserturm des Parks von  Gutshof Gelgaudiškis. Es ist ein von zwei Glockenspielen im südlichen Westlitauen/Suvalkija (das andere befindet sich im Gemeindezentrum Šakiai). Es hat 36 Glocken und wurde im August  2015 eröffnet. 